# اشپیگلاو
اشپیگلاو (به آلمانی: Spiegelau) یک شهر در آلمان است که در بایرن واقع شده‌است.

## خصوصیات
اشپیگلاو ۴۰٫۴۲ کیلومترمربع مساحت دارد ۷۳۴-۸۲۰ متر بالاتر از سطح دریا واقع شده‌است.